# إريك إس. هاتش
إريك إس. هاتش (بالإنجليزية: Eric S. Hatch)‏ (31 أكتوبر 1901، نيويورك في الولايات المتحدة - 4 يوليو 1973، تورينغتون في الولايات المتحدة)؛ مؤلف، كاتب سيناريو، كاتب وروائي أمريكي.

## روابط خارجية
- إريك إس. هاتش على موقع IMDb (الإنجليزية)
- إريك إس. هاتش على موقع ألو سيني (الفرنسية)
- إريك إس. هاتش على موقع أول موفي (الإنجليزية)
- إريك إس. هاتش على موقع قاعدة بيانات الأفلام السويدية (السويدية)
- إريك إس. هاتش على موقع قاعدة بيانات الفيلم (الإنجليزية)
- إريك إس. هاتش على موقع كينوبويسك (الروسية)